# Ogrica
Ogrica tudi sivka (znanstveno ime Vimba vimba) je evropska sladkovodna riba iz družine pravih krapovcev (Ciprinidae)-

## Opis
Ogrica ima visoko, bočno močno stisnjeno telo s podolgovato glavo s podstojnimi usti, ki se zožujejo v značilen »gobček«. Luske so pri ogrici različne velikosti, pri glavi so drobne, ob pobočnici pa velike. Po zgornji strani telesa je ogrica sivo-modre barve, enake barve sta tudi hrbtna in repna plavut, ostale pa so rumenkaste barve, le ob korenu so temnejših odtenkov. Ob drsti postane zgornja stran skoraj povsem črna, plavuti in škržni poklopci pa postanejo živo oranžne barve.
Ogrica spolno dozori v tretjem ali četrtem letu starosti, drsti pa se od marca do aprila v podobnem okolju kot podust, torej v čistih predelih rečne struge, kjer ni mulja ali peska. V času drsti se, sicer samotarska riba, združuje v velike jate. Samica odlaga lepljive ikre (od 80.000 do 300.000) na rečna tla.
Ogrica zraste do 50 cm (običajno le med 20 in 30 cm) in lahko doživi do 15 let. Njena glavna hrana so razni talni nevretenčarji.

## Razširjenost
Življenjsko okolje ogrice so srednji tokovi rek (mrenski ali ploščičev pas) ali čista jezera. Razširjena je od porečja Elbe na zahodu pa vse do Kaspijskega jezera na vzhodu. Na severu je razširjena do južne Švedske in Finske in na jugu do donavskega in vardarskega porečja, vendar le v rekah, ki se izlivajo v Črno morje. V Sloveniji naseljuje Savo, Dravo, Muro, Krko, Kolpo ter Sotlo in dele Ljubljanice.